# Asembler x86
Asembler x86 – język programowania z rodziny asemblerów do komputerów klasy PC, które posiadają architekturę głównego procesora zgodną z x86.
W rzeczywistości jest to kilka różnych języków używanych do zapisu tych samych instrukcji i dyrektyw, różniących się składnią. 
Trzy najpopularniejsze składnie to:
- składnia Intel/Microsoft - używana w asemblerze MASM firmy Microsoft i w przykładach zamieszczonych w dokumentacji firmowej procesorów Intel rodziny x86; dawniej korzystała z niej większość narzędzi programistycznych dla systemów DOS i Windows.
- składnia NASM - używana w asemblerze NASM, podobna do składni Intel/Microsoft, ale uproszczona i pozbawiona niejednoznaczności zapisu
- składnia AT&T - używana w systemach UNIX i uniksopodobnych.

Ponieważ kod w języku asemblera jest niskopoziomowy, istnieją automatyczne translatory między obydwoma składniami.

## Konwencje
W składni i metodach programowania za pomocą danej składni asemblera x86 wykorzystuje się kilka ogólnie przyjętych (bądź sprzętowo narzuconych) konwencji. Przykładowo dla składni Intel/Microsoft i NASM są to m.in.:
- operand docelowy instrukcji jest podawany jako pierwszy z operandów, np. instrukcja:

```
mov ax, bx
```

spowoduje wpisanie zawartości rejestru BX do rejestru AX.
(w przypadku „składni AT&T” jest odwrotnie)
- kolejność bajtów w procesorach zgodnych z x86 to little-endian (mniej znaczący bajt pierwszy).

## Różnice pomiędzy NASM a Intel/Microsoft
Oprócz prostszego zapisu dyrektyw i atrybutów, NASM eliminuje niejednoznaczności zapisu składni Intel/Microsoft.

### MASM (Intel/Microsoft)
W składni MASM interpretacja argumentu operacji przez asembler zależy od sposobu jego wcześniejszego zdefiniowania - w przykładzie poniżej argumenty x i y mają różną interpretację, a zapis [x] jest interpretowany podobnie do zapisu y.
```
x
       
equ
     
1000
    
; definicja symbolu x o wartości 1000

y
       
dd
      
123
     
; definicja zmiennej y o wartości początkowej 123, zajmującej 32 bity

        
mov
     
eax
,
 
x
          
; ładuje stałą 1000

        
mov
     
ebx
,
 
[
x
]
        
; ładuje wartość danej spod adresu 1000

        
mov
     
edx
,
 
y
          
; ładuje WARTOŚĆ zmiennej y

        
mov
     
edx
,
 
[
y
]
        
; ładuje wartość zmiennej y, tak samo, jak linia powyżej

        
mov
     
ecx
,
 
offset
 
y
   
; ładuje adres zmiennej y

        
movzx
   
eax
,
 
byte
 
ptr
 
y
 
; ładuje bajt spod adresu y z rozszerzeniem zerami do 32 bitów

        
mov
     
eax
,
 
8
[
ebp
]
     
; ładuje daną spod adresu ebp+8

```

### NASM
Każde odwołanie do danej w pamięci jest w składni NASM oznaczone nawiasami kwadratowymi. Brak nawiasów oznacza stałą lub adres.
```
x
       
equ
     
1000
    
; definicja symbolu x o wartości 1000

y
       
dd
      
123
     
; definicja zmiennej y o wartości początkowej 123, zajmującej 32 bity

        
mov
     
eax
,
 
x
          
; ładuje stałą 1000

        
mov
     
ebx
,
 
[
x
]
        
; ładuje wartość danej spod adresu 1000

        
mov
     
edx
,
 
y
          
; ładuje ADRES zmiennej y

        
mov
     
edx
,
 
[
y
]
        
; ładuje wartość zmiennej y

        
movzx
   
eax
,
 
byte
 
[
y
]
   
; ładuje bajt spod adresu y zrozszerzeniem zerami do 32 bitów

        
mov
     
eax
,
 
[
ebp
+
8
]
    
; ładuje daną spod adresu ebp+8

```

## Przykłady programów
Poniżej dwa przykłady, możliwe do skompilowania w systemie Linux: pierwszy można skompilować przy użyciu nasm, drugi – asemblerem z binutils (lub samym gcc, jeśli ma on rozszerzenie .s). Linkowanie w obu przypadkach gcc lub ręcznie.
Kompilacja pierwszego:
```
nasm -f elf32 beer.asm && gcc -s -o beer beer.o
```

Kompilacja drugiego:
```
gcc -s -o beer beer.s
```

### Przykład składni NASM – program "99 Bottles of Beer"(ang. 99 butelek piwa)
```
global
 
main

extern
 
printf

section
 
.data

beer
    
db
      
"
%d
 
bottles
 
of
 
beer
 
on
 
the
 
wall
,
 
%d
 
bottles
 
of
 
beer.
"

        
db
      
0x0a

        
db
      
"
Take
 
one
 
down
 
and
 
pass
 
it
 
around
,
 
%d
 
bottles
 
of
 
beer.
"

        
db
      
0x0a

        
db
      
0

main:

        
mov
 
ecx
,
 
99

_loop:

        
dec
  
ecx

        
push
 
ecx

        
push
 
ecx

        
inc
  
ecx

        
push
 
ecx

        
push
 
ecx

        
push
 
beer

        
call
 
printf

        
add
  
esp
,
16

        
pop
  
ecx

        
or
   
ecx
,
 
ecx

        
jne
  
_loop

        
xor
  
eax
,
eax

        
ret

```

### Przykład składni AT&T – ten sam program - "99 Bottles of Beer"(ang. 99 butelek piwa)
```
.section
 
.rodata

.beer:

.ascii
 
"%d bottles of Beer on the wall, %d bottles of Beer.\n"

.asciz
 
"Take one down and pass it around, %d bottles of Beer.\n"

.text

.global
 
main

main:

mov
 
$99
,
 
%ecx

loop:

dec
   
%ecx

push
  
%ecx

push
  
%ecx

inc
   
%ecx

push
  
%ecx

push
  
%ecx

pushl
 
$.beer

call
  
printf

add
   
$16
,
%esp

pop
   
%ecx

or
    
%ecx
,
 
%ecx

jne
   
loop

xorl
  
%eax
,
%eax

ret

```